# Bonneuil (Charente)
Bonneuil es una comuna francesa situada en el departamento de Charente, en la región de Nueva Aquitania.

## Demografía
| 362 | 373 | 345 | 302 | 245 | 248 | 251 |
| Para los censos de 1962 a 1999 la población legal corresponde a la población sin duplicidades (Fuente: INSEE [Consultar]) |     |     |     |     |     |     |